# Łowicz
Pour les articles homonymes, voir Łowicz (homonymie).
Łowicz (prononcé en polonais : /ˈwɔvʲit͡ʂ/) est une ville du centre de la Pologne. 
Sa population s'élevait à 30 204 habitants en 2006 repartie sur une superficie de 23,41 kilomètres carrés.

## Situation géographique
Łowicz se situe sur la Bzura, à environ 42 kilomètres au nord-ouest de Łódź (capitale de la voïvodie) et à 74 kilomètres à l'ouest de Varsovie (capitale de la Pologne).

## Histoire
Lowicz fut le théâtre du premier combat de la campagne de Prusse et de Pologne, le 24 novembre 1806. Ce combat opposa le général français Beaumont au général russe Bennigsen et se termina à l'avantage du premier. Cette victoire française ouvrit la route de Varsovie aux armées napoléoniennes.

### Ghetto de Lowicz
Au cours de la Seconde Guerre mondiale, en 1940, pendant l'occupation nazie de la Pologne, les autorités allemandes ont établi un ghetto juif de Łowicz, afin de limiter sa population juive dans le but de la persécution et de l'exploitation. 
Le ghetto a été liquidé en mars 1941, lorsque tous ses 8 000 à 8 200 habitants ont été transportés dans des wagons à bestiaux à destination du ghetto de Varsovie, le plus grand ghetto de toute l'Europe nazie occupée avec plus de 400 000 juifs entassés dans une zone de 3,4 kilomètres carrés). De là, la plupart des victimes ont été envoyés au camp d'extermination de Treblinka pour être assassinées,,,.

## Administration
De 1975 à 1998, la ville était attachée administrativement à l'ancienne voïvodie de Skierniewice.

Depuis 1999, elle fait partie de la nouvelle voïvodie de Łódź.
Elle est le siège administratif (chef-lieu) du powiat de Łowicz et de la gmina de Łowicz.

## Démographie
Données du 31 décembre 2010:
| Description        | Total   | Total   | Femmes | Femmes | Hommes | Hommes |
| ------------------ | ------- | ------- | ------ | ------ | ------ | ------ |
| Unité              | Nombre  | %       | Nombre | %      | Nombre | %      |
| Population         | 29 567  | 100     | 15 701 | 53,1   | 13 866 | 46,9   |
| Densité (hab./km²) | 1 262,5 | 1 262,5 | 670,4  | 670,4  | 592,1  | 592,1  |

## Personnalités liées à la ville
- Agnieszka Arnold – réalisatrice
- Stefan Ehrenkreutz – dernier recteur de l'Université Stefan Batory à Vilnius
- Łukasz Gąsior – nageur
- Maciej Grzybowski – acteur de théâtre et réalisateur
- Maciej Kucharek – joueur de basket-ball
- Boleslawa Lament (1862-1946) - fondatrice des Sœurs missionnaires de la Sainte-Famille, béatifiée en 1991
- Eryk Łon – économiste
- Krzysztof Miklas – commentateur sportif
- Daniel Olbrychski – acteur et mannequin
- Wojciech Olejniczak – politicien, député européen SLD
- Kacper Piorun – joueur d'échecs
- Maciej Rybus – joueur de football
- Władysław Wajntraub – peintre, graphiste
- Robert Wilk – joueur de football
- Jan Wegner – historien

## Relations internationales

### Jumelages
La ville de Łowicz est jumelée avec
- Cheektowaga (États-Unis)
- Colditz (Allemagne)
- Lubliniec (Pologne)
- Montoire-sur-le-Loir (France)
- Reda (Pologne)
- Šalčininkai (Lituanie)

## Référence
1. ↑  Les données statistiques établies sur la base de "Glossary of 2,077 Jewish towns in Poland" par Virtual Shtetl Museum of the History of the Polish Jews  (en), aussi bien que "Getta Żydowskie," par Gedeon,  (pl) et "Ghetto List" par Michael Peters sur  www.deathcamps.org/occupation/ghettolist.htm  (en). Consulté le 12 juillet 2011.
2. ↑  "The War Against The Jews." The Holocaust Chronicle, 2009. Chicago, Il. Consulté le 21 juin 2011.
3. ↑  "Getto w Łowiczu," sur Miejsca martyrologii, Wirtualny Sztetl. Instytut Adama Mickiewicza.  (pl)
4. ↑  Ghetto de VArsovie, United States Holocaust Memorial Museum (USHMM), Washington, D.C.
5. ↑  Richard C. Lukas, Out of the Inferno: Poles Remember the Holocaust, University Press of Kentucky 1989 - 201 pages. Page 13; aussi de Richard C. Lukas, The Forgotten Holocaust: The Poles Under German Occupation, 1939-1944, University Press of Kentucky, 1986, Google Print, p.13.
6. ↑  Gunnar S. Paulsson, "The Rescue of Jews by Non-Jews in Nazi-Occupied Poland," Journal of Holocaust Education, Vol.7, Nos.1&2, 1998, pp.19-44. Publié par Frank Cass, Londres.
7. ↑  Edward Victor, "Ghettos and Other Jewish Communities." Judaica Philatelic. Consulté le 20 juin 2011.
8. ↑  http://www.stat.gov.pl/cps/rde/xbcr/gus/PUBL_rs_rocznik_demograficzny_2011.pdf Główny Urząd Statystyczny, Département de la recherche statistique -  (ISSN 1734-6118)